# Paul Onuachu
Ebere Paul Onuachu (Owerri, 28 mei 1994) is een Nigeriaans voetballer die doorgaans speelt als spits. In juni 2025 verruilde hij Southampton voor Trabzonspor. Onuachu maakte in 2019 zijn debuut in het Nigeriaans voetbalelftal.

## Clubcarrière
Onuachu speelde in zijn geboorteland Nigeria voor FC Ebedei. In 2012 maakte de spits de overstap naar het Deense FC Midtjylland, de club waarmee Ebedei een samenwerkingsverband heeft. Onuachu ging eerst bij de jeugd van Midtjylland spelen en mocht vervolgens op 2 december 2012 zijn officiële debuut in het eerste elftal van de club maken, toen in eigen huis met 1–3 verloren werd van Silkeborg IF. Acht minuten voor het einde van de wedstrijd viel hij in voor Petter Andersson. In het seizoen 2013/14 kwam de spits tot elf wedstrijden waarin hij geen doelpunten wist te maken. Het seizoen erna was het voor het eerst raak voor Onuachu; op 20 juli 2014 mocht hij in een thuisduel met Brøndby IF in de tweeëntachtigste minuut bij een stand van 2–1 invallen voor Izunna Uzochukwu. Vier minuten later tekende de spits voor de vierde en laatste treffer van de wedstrijd. Hij verlengde in augustus 2014 zijn contract bij de club tot medio 2018.
In februari 2015 werd Onuachu voor een half jaar op huurbasis gestald bij Vejle BK, spelend in de 1. division. Voor die club speelde hij dertien wedstrijden en kwam hij tot vijf doelpunten. In de zomer van 2015 keerde de Nigeriaan terug naar Midtjylland. In het seizoen 2015/16 speelde hij met zijn club in de UEFA Europa League. Op 1 oktober 2015 scoorde hij in de overwinning op bezoek bij Club Brugge (1–3). Midtjylland eindigde in de poule tweede achter Napoli, maar hield Club Brugge en Legia Warschau onder zich, waardoor kwalificatie voor de volgende ronde behaald werd. Daarin werd geloot tegen Manchester United. In de heenwedstrijd, thuis, mocht hij na een uur spelen invallen voor Martin Pušić bij een gelijke stand van 1–1 (doelpunten Memphis Depay en Pione Sisto). Na zeventien minuten in het veld te staan, tekende Onuachu voor de beslissende 2–1. De returnwedstrijd tegen de Engelsen zou later met 5–1 verloren gaan, waardoor Midtjylland uitgeschakeld werd in de Europa League. Tijdens de wedstrijd in Manchester kwam Onuachu in de rust bij een stand van 1–1 als invaller voor Marco Ureña binnen de lijnen. In september 2016 verlengde de Nigeriaan zijn verbintenis bij Midtjylland tot medio 2020. Onuachu en Midtjylland kwamen in januari 2019 overeen nog een seizoen toe te voegen aan dit contract.
In augustus 2019 maakte Onuachu de overstap naar KRC Genk, de regerend landskampioen van België. Met de overgang was een bedrag van circa zes miljoen euro gemoeid en bij zijn nieuwe club tekende de aanvaller een contract voor vijf seizoenen. In zijn eerste seizoen maakte Onuachu tien doelpunten in achtentwintig wedstrijden, voornamelijk invalbeurten. In januari 2021 behaalde Onuachu een derde plaats in de verkiezing om de Belgische Gouden Schoen 2020. Het seizoen 2020/21 werd tot dan toe qua doelpunten het beste seizoen uit zijn carrière, met drieëndertig competitietreffers. Hiervoor werd hij bekroond met de Belgische Gouden Schoen 2021, waar hij voor Noa Lang en Charles De Ketelaere van Club Brugge eindigde.
Op 31 januari 2023 verliet Onuachu Genk op de laatste dag van de winterse transfermarkt om te gaan spelen voor Southampton. Die club betaalde achttien miljoen euro plus drie miljoen aan potentiële bonussen voor de diensten van de spits, die een contract tekende voor de duur van drieënhalf jaar. Met Southampton degradeerde hij aan het einde van het seizoen naar het Championship; hij kwam in elf wedstrijden niet tot scoren. In september huurde Trabzonspor de Nigeriaan voor een seizoen. Na zijn terugkeer bij Southampton kwam Onuachu tot vier doelpunten in de Premier League, waarna hij in juni 2025 werd gekocht door Trabzonspor. Hij tekende voor drie jaar voor zijn oude club.

## Clubstatistieken
| Seizoen | Club           | Competitie      | Competitie | Competitie | Beker | Beker | Internationaal | Internationaal | Totaal | Totaal |
| Seizoen | Club           | Competitie      | Wed.       | Dlp.       | Wed.  | Dlp.  | Wed.           | Dlp.           | Wed.   | Dlp.   |
| ------- | -------------- | --------------- | ---------- | ---------- | ----- | ----- | -------------- | -------------- | ------ | ------ |
| 2012/13 | FC Midtjylland | Superligaen     | 1          | 0          | 1     | 0     | —              | —              | 2      | 0      |
| 2013/14 | FC Midtjylland | Superligaen     | 11         | 0          | 1     | 0     | —              | —              | 12     | 0      |
| 2014/15 | FC Midtjylland | Superligaen     | 10         | 1          | 2     | 2     | 2              | 0              | 14     | 3      |
| 2014/15 | → Vejle BK     | 1. division     | 13         | 5          | 0     | 0     | —              | —              | 13     | 5      |
| 2015/16 | FC Midtjylland | Superligaen     | 25         | 6          | 2     | 1     | 10             | 2              | 37     | 9      |
| 2016/17 | FC Midtjylland | Superligaen     | 36         | 18         | 3     | 3     | 6              | 2              | 45     | 23     |
| 2017/18 | FC Midtjylland | Superligaen     | 22         | 10         | 3     | 3     | 6              | 4              | 31     | 17     |
| 2018/19 | FC Midtjylland | Superligaen     | 30         | 17         | 4     | 3     | 6              | 2              | 40     | 22     |
| 2019/20 | KRC Genk       | Eerste klasse A | 22         | 9          | 1     | 1     | 5              | 0              | 28     | 10     |
| 2020/21 | KRC Genk       | Eerste klasse A | 38         | 33         | 3     | 2     | —              | —              | 41     | 35     |
| 2021/22 | KRC Genk       | Eerste klasse A | 35         | 21         | 1     | 0     | 7              | 2              | 43     | 22     |
| 2022/23 | KRC Genk       | Eerste klasse A | 19         | 16         | 3     | 1     | —              | —              | 22     | 17     |
| 2022/23 | Southampton    | Premier League  | 11         | 0          | 0     | 0     | —              | —              | 11     | 0      |
| 2023/24 | Southampton    | Championship    | 0          | 0          | 1     | 0     | —              | —              | 1      | 0      |
| 2023/24 | → Trabzonspor  | Süper Lig       | 21         | 15         | 4     | 2     | —              | —              | 25     | 17     |
| 2024/25 | Southampton    | Premier League  | 25         | 4          | 3     | 0     | —              | —              | 28     | 4      |
| 2025/26 | Trabzonspor    | Süper Lig       | 1          | 1          | 0     | 0     | —              | —              | 1      | 1      |
| Totaal  | Totaal         | Totaal          | 320        | 156        | 32    | 18    | 42             | 12             | 394    | 186    |

Bijgewerkt op 12 augustus 2025.

## Interlandcarrière
Onuachu maakte zijn debuut in het Nigeriaans voetbalelftal op 22 maart 2019, toen met 3–1 gewonnen werd van Seychellen. Odion Ighalo, Henry Onyekuru en Moses Simon scoorden voor Nigeria en de tegengoal kwam van Roddy Melanie. Onuachu moest van bondscoach Gernot Rohr als wisselspeler aan het duel beginnen en hij viel twintig minuten na rust in voor Oghenekaro Etebo. Zijn eerste doelpunt volgde vier dagen later; tegen Egypte zorgde de aanvaller op aangeven van John Ogu voor het enige doelpunt van de wedstrijd. In 2019 nam Onuachu met Nigeria deel aan het Afrikaans kampioenschap. Hier eindigde zijn land als derde. Op 27 maart 2021 scoorde hij het enige doelpunt in de AK 2021 kwalificatiewedstrijd tegen Benin.
| Interlands van Paul Onuachu voor Nigeria | Interlands van Paul Onuachu voor Nigeria | Interlands van Paul Onuachu voor Nigeria | Interlands van Paul Onuachu voor Nigeria | Interlands van Paul Onuachu voor Nigeria | Interlands van Paul Onuachu voor Nigeria | Interlands van Paul Onuachu voor Nigeria |
| №                                        | Datum                                    | Wedstrijd                                | Uitslag                                  | Competitie                               | Goals                                    |                                          |
| Als speler bij FC Midtjylland            | Als speler bij FC Midtjylland            | Als speler bij FC Midtjylland            | Als speler bij FC Midtjylland            | Als speler bij FC Midtjylland            | Als speler bij FC Midtjylland            | Als speler bij FC Midtjylland            |
| ---------------------------------------- | ---------------------------------------- | ---------------------------------------- | ---------------------------------------- | ---------------------------------------- | ---------------------------------------- | ---------------------------------------- |
| 1                                        | 22 maart 2019                            | Nigeria – Seychellen                     | 3 – 1                                    | AK 2019 kwalificatie                     |                                          |                                          |
| 2                                        | 26 maart 2019                            | Nigeria – Egypte                         | 1 – 0                                    | Vriendschappelijk                        | 1'                                       |                                          |
| 3                                        | 8 juni 2019                              | Nigeria – Zimbabwe                       | 0 – 0                                    | Vriendschappelijk                        |                                          |                                          |
| 4                                        | 16 juni 2019                             | Senegal – Nigeria                        | 1 – 0                                    | Vriendschappelijk                        |                                          |                                          |
| 5                                        | 22 juni 2019                             | Nigeria – Burkina Faso                   | 1 – 0                                    | AK 2019                                  |                                          |                                          |
| 6                                        | 26 juni 2019                             | Nigeria – Guinee                         | 1 – 0                                    | AK 2019                                  |                                          |                                          |
| 7                                        | 6 juli 2019                              | Nigeria – Kameroen                       | 1 – 0                                    | AK 2019                                  |                                          |                                          |
| Als speler bij KRC Genk                  |                                          |                                          |                                          |                                          |                                          |                                          |
| 8                                        | 13 oktober 2019                          | Brazilië – Nigeria                       | 1 – 1                                    | Vriendschappelijk                        |                                          |                                          |
| 9                                        | 9 oktober 2020                           | Nigeria – Algerije                       | 0 – 1                                    | Vriendschappelijk                        |                                          |                                          |
| 10                                       | 13 november 2020                         | Nigeria – Sierra Leone                   | 4 – 4                                    | AK 2021 kwalificatie                     |                                          |                                          |
| 11                                       | 27 maart 2021                            | Benin – Nigeria                          | 0 – 1                                    | AK 2021 kwalificatie                     | 90+3'                                    |                                          |
| 12                                       | 30 maart 2021                            | Nigeria – Lesotho                        | 3 – 0                                    | AK 2021 kwalificatie                     | 83'                                      |                                          |
| 13                                       | 4 juni 2021                              | Nigeria – Kameroen                       | 0 – 1                                    | Vriendschappelijk                        |                                          |                                          |
| 14                                       | 8 juni 2021                              | Kameroen – Nigeria                       | 0 – 0                                    | Vriendschappelijk                        |                                          |                                          |
| 15                                       | 3 september 2021                         | Nigeria – Libanon                        | 2 – 0                                    | WK 2022 kwalificatie                     |                                          |                                          |
| 16                                       | 7 september 2021                         | Kaapverdië – Nigeria                     | 1 – 2                                    | WK 2022 kwalificatie                     |                                          |                                          |
| 17                                       | 16 november 2021                         | Nigeria – Kaapverdië                     | 1 – 1                                    | WK 2022 kwalificatie                     |                                          |                                          |
| 18                                       | 17 november 2022                         | Portugal – Nigeria                       | 4 – 0                                    | Vriendschappelijk                        |                                          |                                          |
| Als speler bij Southampton               |                                          |                                          |                                          |                                          |                                          |                                          |
| 19                                       | 24 maart 2023                            | Nigeria – Guinee-Bissau                  | 0 – 1                                    | AK 2023 kwalificatie                     |                                          |                                          |
| Als speler bij Trabzonspor               |                                          |                                          |                                          |                                          |                                          |                                          |
| 20                                       | 14 januari 2024                          | Nigeria – Equatoriaal-Guinea             | 1 – 1                                    | AK 2023                                  |                                          |                                          |
| 21                                       | 18 januari 2024                          | Ivoorkust – Nigeria                      | 0 – 1                                    | AK 2023                                  |                                          |                                          |
| 22                                       | 27 januari 2024                          | Nigeria – Kameroen                       | 2 – 0                                    | AK 2023                                  |                                          |                                          |
| 23                                       | 2 februari 2024                          | Nigeria – Angola                         | 1 – 0                                    | AK 2023                                  |                                          |                                          |
| 24                                       | 7 juni 2024                              | Nigeria – Zuid-Afrika                    | 1 – 1                                    | WK 2026 kwalificatie                     |                                          |                                          |
| 25                                       | 10 juni 2024                             | Benin – Nigeria                          | 2 – 1                                    | WK 2026 kwalificatie                     |                                          |                                          |

Bijgewerkt op 12 augustus 2025.

## Erelijst
| Competitie                  |                |                |                |                |
| Competitie                  | Aantal         | Jaren          |                |                |
| FC Midtjylland              | FC Midtjylland | FC Midtjylland | FC Midtjylland | FC Midtjylland |
| --------------------------- | -------------- | -------------- | -------------- | -------------- |
| Superligaen                 | 1              | 2017/18        |                |                |
| DBU Pokalen                 | 1              | 2018/19        |                |                |
| KRC Genk                    |                |                |                |                |
| Beker van België            | 1              | 2020/21        |                |                |
| Individueel                 |                |                |                |                |
| Topscorer Eerste klasse A   | 1              | 2020/21        |                |                |
| Profvoetballer van het Jaar | 1              | 2021           |                |                |
| Ebbenhouten Schoen          | 1              | 2021           |                |                |
| Belgische Gouden Schoen     | 1              | 2021           |                |                |